# Henryk Dąbrowski (pięściarz)
Henryk Dąbrowski (ur. 1906 w Warszawie, zm. 6 czerwca 1975 tamże) – polski pięściarz, medalista Mistrzostw Polski, dziennikarz sportowy.

## Życiorys
W okresie międzywojennym uprawiał boks w klubie YMCA Warszawa .W 1928 zdobył brązowy medal Mistrzostw Polski w kategorii piórkowej. 
Podczas II wojny światowej był żołnierzem Polskich Sił Zbrojnych na Zachodzie. 
Od najmłodszych lat związany ze środowiskiem Polskiej Partii Socjalistycznej. Od 1946 roku pracował w Socjalistycznej Agencji Prasowej. Od 1950 do końca życia pracował w piśmie „Sportowiec” przez wiele lat pełniąc funkcję zastępcy redaktora naczelnego.
Odznaczony Krzyżem Kawalerskim Orderu Odrodzenia Polski, Złotym Krzyżem Zasługi i Złotą Odznaką Zasłużonego Działacza Kultury.